# Кайкеси
Кайкеси — персонаж из эпоса «Рамаяна», мать Раваны. Она была дочерью царя ракшасов Сумали и его жены Кетумати.

## В Рамаяне
В Рамаяне Кайкеси фигурирует как дочь Сумали, царя ракшасов на Ланке. Она была выдана замуж за риши Вишраву, у которого до этого был сын Кубера, которому, после поражения Сумали от Вишну перешла власть на Ланке.
От брака Кайкеси с Вишравой родилось три сына — Равана, Кумбхакарна и Вибхишана, а также дочь по имени Шурпанакха. Позже Равана прогнал Куберу и узурпировал власть на Ланке.
Хотя Равана известен за свои злодеяния, он любит и уважает свою мать. Сама Кайкеси мотивировала своего сына, стремившегося стать мировым правителем.